# Varzo
Varzo (piemontiul: Vars) település Olaszországban. Lakosainak száma 1963 fő (2023. január 1.). Varzo Bognanco, Crevoladossola, Trasquera, Baceno, Crodo, Grengiols, Ried-Brig és Zwischbergen községekkel határos.

## Népesség
A település népességének változása:
| Lakosok száma | 2034 | 2031 | 1963 |
|               | 2017 | 2018 | 2023 |